# Varniai
Varniai (in samogitico Varnē; in polacco Wornie; in tedesco Medeniken), storicamente chiamata Medininkai, è una città di circa mille abitanti nella contea di Telšiai in Lituania. 
La città di Medininkai è attestata per la prima volta nel 1314. Era sede vescovile della diocesi di Samogizia.